# Orges, Vaud
Orges är en ort och kommun i distriktet Jura-Nord vaudois i kantonen Vaud, Schweiz. Kommunen har 416 invånare (2023).